# Passo di Campogrosso
Il passo di Campogrosso è un valico alpino delle Piccole Dolomiti a 1.460 m s.l.m. che mette in comunicazione la valle dell'Agno (provincia di Vicenza) e la Vallarsa (provincia di Trento), dividendo nettamente il gruppo del Carega dalla catena del Sengio Alto.
È tuttavia accessibile con mezzi a motore solamente dal versante vicentino, a partire da Recoaro Terme.
Presso il passo, sul versante vicentino, sorge il Rifugio Toni Giuriolo, punto di partenza di numerosi itinerari sulle Piccole Dolomiti, con la possibilità di ampio parcheggio.
Fino al 1918 il passo segnava il confine fra il Regno d'Italia e l'Impero austro-ungarico, come ricordano ancora i cippi in pietra collocati nel corso del XVIII secolo, quando segnavano il confine tra la Repubblica di Venezia ed i domini austriaci del Sacro Romano Impero. L'accesso ai veicoli dal versante vicentino è stato permesso con la costruzione della strada camionabile nel corso della prima guerra mondiale per permettere un comodo accesso alla prima linea che transitava sul crinale presso il passo. In località La Guardia, ove oggi sorge il Rifugio Piccole Dolomiti (1163 m), furono anche collocati due pezzi d'artiglieria da 305 mm.

## Collegamenti
Il passo di Campogrosso è attraversato dalla strada provinciale 99 Campogrosso, che prende origine nel centro termale di Recoaro Terme e termina sulla ex strada statale 46 del Pasubio diramazione (SS46dir) in prossimità del Pian delle Fugazze. Il tratto denominato Strada del Re (dal Km 11 al Km 14,800 della SP99), per molti anni, è stato chiuso al passaggio a causa di una frana.
A febbraio 2017, con il contributo di AVIS, è stato costruito un ponte pedonale sospeso che permette di raggiungere il Pian delle Fugazze attraverso un agevole sentiero. 
Altro modo per raggiungere il Pian delle Fugazze è la strada delle Sette Fontane, che attualmente è chiusa al traffico per ordinanza del sindaco di Vallarsa.
La strada sul versante sinistro della Vallarsa (tratto incompiuto della strada provinciale 89 Sinistra Leno), denominata Strada delle Siebe, risulta ancora incompiuta dagli anni sessanta-settanta.

### In bicicletta
Il passo di Campogrosso è una fra le più dure ascese in bicicletta che si possono trovare non solo nel vicentino, ma anche in tutto l'arco alpino: 11 chilometri e 1000 metri di dislivello, con una pendenza media di quasi il 9% e tratti molto impegnativi. Dopo il primo chilometro, presso contrada Giorgetti, la strada assume una pendenza intorno al 10% che la contraddistingue per quasi tutta la durata dell'ascesa. Poco sotto la contrada Merendaore (713 m) si trova il tratto più duro, alcune centinaia di metri con pendenza massima del 16%. Da qui in poi la pendenza è sostanzialmente regolare e si smuove raramente dal 10%, se non in località Mezzo Cason (951 m), per alcune centinaia di metri piani e con un tratto più facile presso il rifugio alla Guardia (1165 m). Gli ultimi chilometri sono caratterizzati da una lunga serie di tornanti ravvicinati alternati a dure rampe, fino ad arrivare al passo dopo aver superato due piccole gallerie scavate nella roccia.

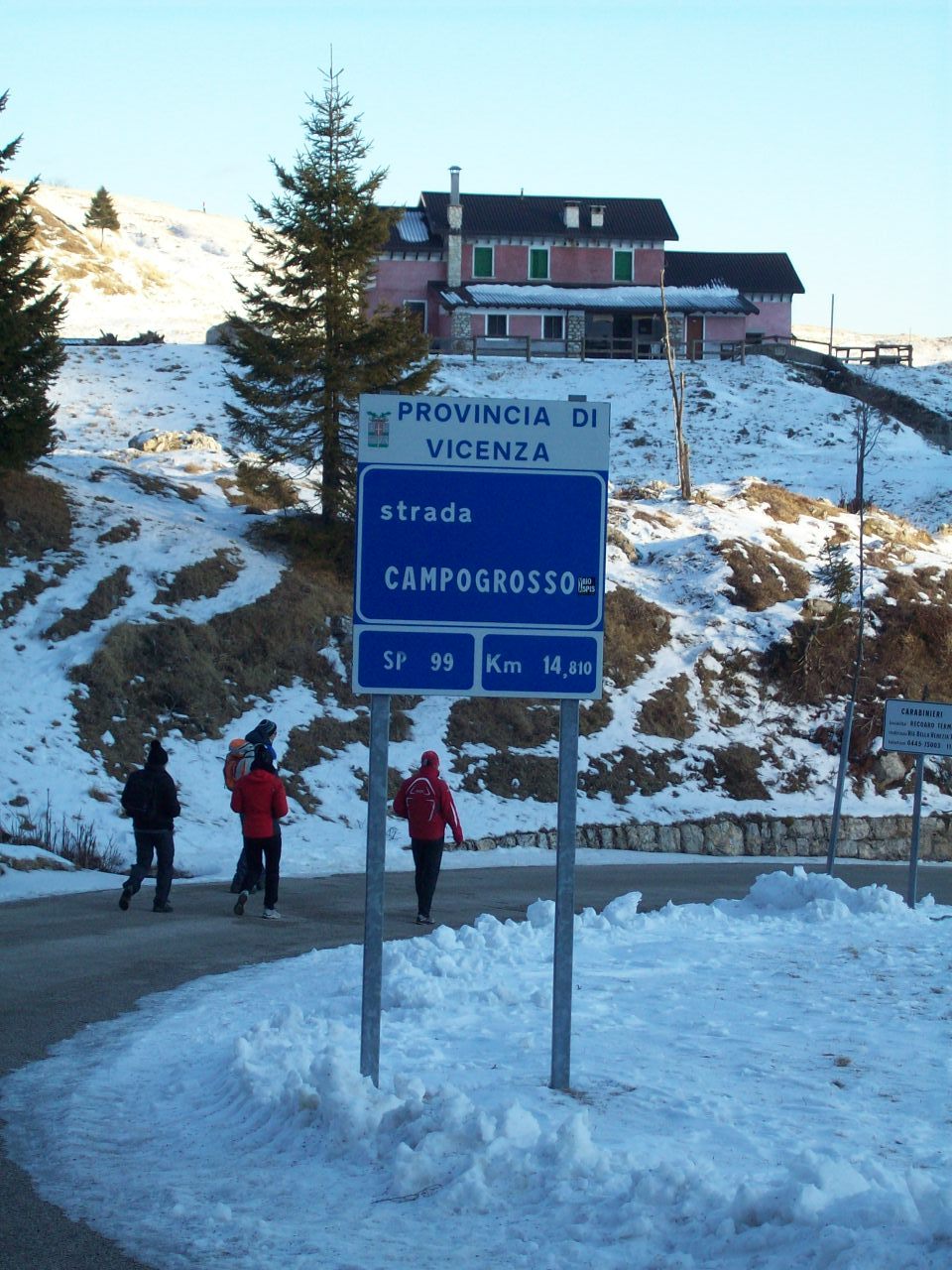
Indicazione del passo di Campogrosso e malga sullo sfondo
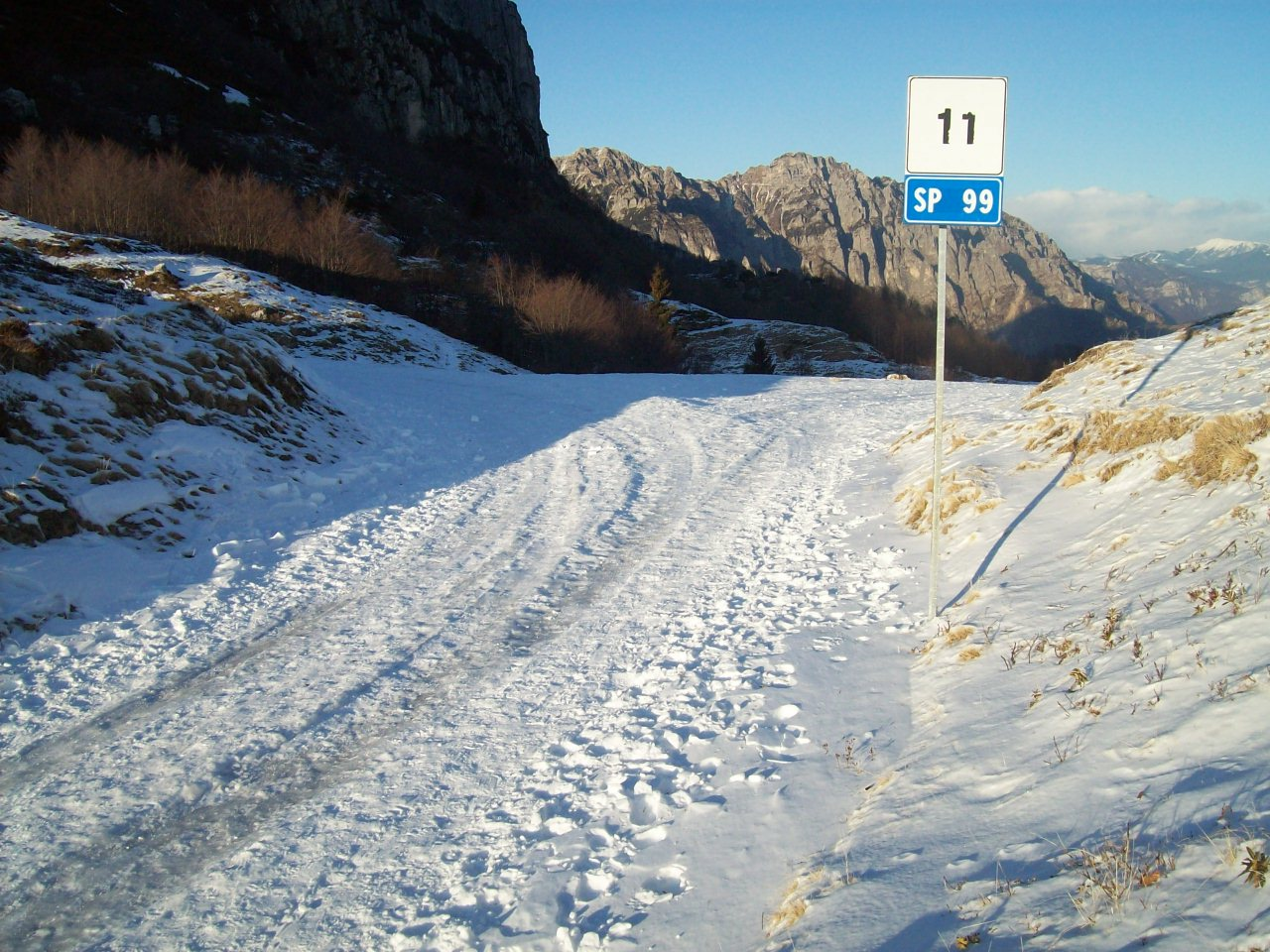
Visione della val Leogra dal passo di Campogrosso